# Fallas
Fallas is een bestuurslaag in het regentschap Timor Tengah Selatan van de provincie Oost-Nusa Tenggara, Indonesië. Fallas telt 2042 inwoners (volkstelling 2010).